# Francesco Traina Gucciardi
Francesco Traina Gucciardi (Palermo, 1882 – Palermo, 28 luglio 1945) è stato un magistrato italiano.

## Biografia
Francesco Traina Gucciardi nacque da genitori di Misilmeri. Sposò Merope Bassi, figlia del magistrato Camillo Bassi, Pretore di Montemaggiore Belsito. Ebbe tre figli Gaetana, Antonio e Camillo (morto in età adolescenziale). Tenne la cattedra di Diritto Penale militare presso Università degli Studi di Palermo dove, giovanissimo, si era laureato in Giurisprudenza. Esercitò la professione per poco tempo, seguendo le orme paterne. Vinse il concorso in Magistratura e fu nominato al Tribunale di Roma e poi in quella Corte d'Appello. Da Sostituto Procuratore fu designato nel 1912 all'organizzazione e all'amministrazione della giustizia nelle isole del Dodecanneso, e quindi Presidente del Tribunale di I e II istanza in Rodi. Per meriti speciali fu nominato Governatore dell'isola di Calimno (Egeo) che governò per due anni. Volontario alla campagna di Libia prima e poi in Cirenaica, partecipò anche alla guerra italo-turca. Prese parte alla prima guerra mondiale e, successivamente, optò per la Magistratura militare giungendo al grado di Vice procuratore generale. Ufficiale dell'Ordine dei Santi Maurizio e Lazzaro e Grande Ufficiale della Corona d'Italia, ebbe la croce al merito di guerra. Fondò l'orfanotrofio di Misilmeri e contribuì largamente a mantenerlo. Morì a Palermo il 28 luglio 1945.